# 釈由美子
釈 由美子（、1978年6月12日 - ）は、日本の女優、タレント。元グラビアアイドル。プラチナムプロダクション所属。

## 来歴

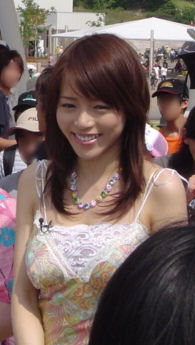
2005年日本国際博覧会にて

東京都清瀬市出身。1997年に学習院女子短期大学在学中に漫画雑誌 『週刊ヤングマガジン』の「Missキャンパスグランプリ」に選出され芸能界入りし、主にグラビアアイドルとして活動した。1998年1月から10月まで、ワンダフルガールズに在籍。1999年7月に石原武龍が脚本を書いた2時間ドラマ『ツインズな探偵』に出演し女優としてデビューした。同年10月にはマキシシングル「セカンドチャンス」をメディアリングからリリースした。
2000年、第1回スイムスーツグランプリ2000フレッシュ部門、宇部興産キャンペーンガールに選ばれ、同年10月に「BUNSINラブソング」をリリースした。翌2001年には全11回の連続テレビドラマ『生きるための情熱としての殺人』で初主演し、初めて出た劇場映画『修羅雪姫』で主演した。この『修羅雪姫』は香港のアクションスタードニー・イェンがアクション監督を務めた作品で、釈由美子は刀を使ったアクションに挑戦し、従来のアイドルイメージを払拭する演技を見せた。同年5月にはzetima移籍第1弾シングルであり、自身が作詞した楽曲「ドラマティックに恋をして」をリリース。同年にはさらに第38回ゴールデン・アロー賞グラフ賞を受賞、2001年度雑誌愛読月間イメージキャラクターを務めた。
2002年、映画 『ゴジラ×メカゴジラ』に主演。翌2003年にはテレビドラマ『スカイハイ』に主演した。
2011年1月スタートのNHK『隠密八百八町』に出演。
2012年2月、芸能武道十二騎神道流の昇段試験に合格、道士初段位となり黒帯を獲得する。
2013年1月5日、新潟県のスキー場にて、NHKで同月25日放送の『首都圏スペシャル』の収録中、自身初挑戦のバックカントリースキーのさなか転倒。左足関節外果（外くるぶし）骨折と左ひざの靱帯損傷で全治2か月のケガを負うも、同月7日のドラマ収録に松葉杖をつきながらも仕事に復帰している。また、レスキュー隊に救助された体験談を、自身のブログで述べている。
2015年10月10日にレストランなどを経営する実業家との婚姻届を提出し結婚したことが、同月13日に報じられた。釈も自身のオフィシャルブログにて結婚した事実を報告した。
2016年1月15日、第1子妊娠を報告。3月13日に挙式・披露宴。自身の38歳の誕生日にあたる6月12日に、第1子男児を出産。2016年1月10日に亡くなった父親が残した遺言書に書いてあった「男の子が産まれますように」という、男児を授かることができなかった父親の願いを叶えることができた。
2019年8月1日、トミーズアーティストカンパニーとの業務提携契約を7月31日をもって解除したことを、ブログで報告。同10月より、プラチナムプロダクションに移籍。
2021年、カナダ映画『ロックダウンホテル/死霊感染』に出演し、海外デビュー。

## 発表作
グラビアアイドルとしてデビューした1997年から2000年代を通して8冊の写真集を発売。2000年代後半ごろからは『釈ビューティ！』や『釈美スタイル』などといった女性向け美容本の発売が増えていたものの、2012年に至って久々となる写真集『I am 釈由美子写真集』を発売。
デビュー15周年を記念した企画によるもので、2003年刊行の『CHAOS』以来、撮影では10年ぶり、発売としては9年ぶり（30代となってから初）の水着写真集となった。

## 広告塔
2006年、株式会社ワークアウトワールド・ジャパンが運営するフィットネスクラブWOW'D（ワウディー）のアドバイザリースタッフとなった。2010年代以降 ― 雑誌『小悪魔ageha』のモデルとして知られる武藤静香のファッションブランド『Rady（レディー）』から2012年よりイメージモデル起用。その活動の一環としてさっそく5月にファッションイベント『Girls Award〔ガールズアワード〕』の春夏公演に出場。自身初のファッションショーの経験となった。この年にはサッポロビールのオーストラリアワイン『イエローテイル』のイメージキャラクター起用もあった。

## 人物
- 本人は「釈」の姓について、戦国時代の武将・蜂須賀正勝の末裔（まつえい）が、出家して四国に渡った際に「釈」に改名したと主張している（釈とは僧侶の通姓である）。なお、名前の「由美子」の由来を父から「昔の女の名前だ」と聞き、愕然としたことがある[27]。
- 妹と代官山でエステティックサロンを共同経営している[28]。
- 愛称は“釈ちゃん”。長年定着していて、自身のブログでも『33歳にしていまだに、“釈ちゃん”と呼んでいただけるのは恐縮してしまいますが、素直に嬉しいです。ちなみに…下の名前で「由美子」と呼ばれると誰のことかわからなくてスルーしてしまうほど“釈ちゃん。”がしっくりきます。いくつになっても「コボちゃん」のように“釈ちゃん。”と愛称で呼んでもらえる私のままでいたいです』と述懐している[29]。
- 清瀬市の実家が無くなり、地元に帰る機会が無くなったという。横浜市在住[30]。
- デビュー当初は「天然」[3][9]「不思議ちゃん」[9]「ほんわか系」「ふんにゃか」というイメージであった[5]。インタビューでは、「小人を見た」「風呂場で妖精を見た」などの発言をしたり、幽体離脱したり、UFOにさらわれたり、ペット禁止のマンションで犬を飼うために、鳴き声がしても文句が来なければ大丈夫だろうと自分で犬の鳴き真似をしていたら、周囲の住人に「奇声を発するな」と文句を言われたりと、天然ボケキャラを演じてきた。ただし後年になり、本人はこれを行っていた時期を「病んでいた時期だった」と話している[31][32]。『修羅雪姫』や『ゴジラ×メカゴジラ』ではこのイメージを逆手に取り、イメージギャップのある役柄を演じた[5][3]。
- 映画『ゴジラ×メカゴジラ』の監督を務めた手塚昌明は、釈について非常に頭のいい女性と評しており[33][34]、脚本をとても読み込んでおり、撮影でセリフを変更してもすぐに頭に入っていたと証言している[34]。製作の富山省吾も筋の通った具体的な演技プランを持っていたと語っている[35]。
- 2011年10月にiPhoneと間違えてiPod touchを買ったことをブログで告白し話題を呼んだ[36]。
- 体のトレーニングのためバストが落ち、そのために寄せて上げたり、カサ上げしたり、底上げしたりしていることを本人がブログで告白。本人はこれを「あるある詐欺」「えろえろ詐欺」と称している[37]。
- 自身の声について「ふわふわしている」と称しており、『修羅雪姫』や『ゴジラ×メカゴジラ』では低い声を出すためにボイストレーニングを行っていた[38]。
- 2013年2月、温泉ソムリエ[4]、同年4月には温泉ソムリエマスターの資格を取得する。登山愛好家としても知られている[4]。
- 2015年11月15日、第40回エリザベス女王杯表彰式プレゼンターとして訪れた京都競馬場で生まれて初めて馬券を買い、20万7,000円を当てる[39]。
- 特技はスキー、ヨガ、古武道・十二騎神道流[40]。
- 『機動戦士ガンダム』のファンであり、『ゴジラ×メカゴジラ』でメカゴジラに乗るシーンではシャア・アズナブルになった気分であったと語っている[38]。

### 作品に関するエピソード
- 『修羅雪姫』のプロデューサーである一瀬隆重は、あるバラエティ番組で釈がキノコ狩りに行くものを見て「釈には、絶対闇がある」と思って、釈を選んだという[9]。また、スタントマンはいたものの、転がりや飛び降りなどは釈自身が演じることもあったが、撮影終盤には無理が崇って指を骨折したといい、骨折した指を刀が外れないように刀ごとテーピングして、終盤の立ち回りを撮影していたという[9]。
- 『ゴジラ×メカゴジラ』の撮影時には、精神的なプレッシャーから体調を崩し、撮影の途中で倒れ、病院に点滴を打つために行き、現場に戻って撮影に臨むこともあった[38][3]。釈は、それまでゴジラ映画を観ていなかった自身がファンの期待に応えられるか、自身が出演することで作品にとってマイナスにならないかといったことを不安に感じ、制作発表でそれまで経験したことのない多数の記者に囲まれたことで精神的に耐えられなくなってしまったという[38]。しかし、そのことが役柄の状況や心情とシンクロし、役とともに乗り越え精神的に強くなれたと語っている[38]。
  - 釈は『ゴジラ×メカゴジラ』を大切な作品であると述べており、一方で後年になるにつれゴジラシリーズの偉大さを実感するようになったという[3][4]。海外作品に出演した際には、ゴジラのファンであった監督から「共に仕事をするのが夢だった」と言われたという[4]。
  - 夫との初めてのデートは同作品の撮影を行った八景島で、撮影当時の思い出を熱く語ったという[3]。長男が誕生した際には「将来ゴジラ映画を見せる」と考え、自身の作品を見た際のリアクションが楽しみだと述べていた[3]。実際に長男が6歳のころにゴジラシリーズにはまり、釈はメカゴジラを操縦していたことが子供から最も尊敬されていると語っている[4]。また、娘が生まれたら自身の役と同じ「茜」と名付けたいとも述べている[3]。
- 『仮面ライダージオウ』でマンホールの蓋を武器にして戦う役として出演したことから「マンホール女優」と呼ばれるようにもなった[41]。

## 出演

### テレビドラマ
- ツインズな探偵（1999年7月9日、フジテレビ、金曜エンタテイメント） - 井崎美紀 役
- 笑ゥせぇるすまん 第5話（1999年、テレビ朝日） - ルミ 役
- ショカツ 第9話 （2000年、フジテレビ） - 安部奈津子 役
- 新宿暴走救急隊 第1話 （2000年10月14日、日本テレビ） - 真中美樹 役
- G-taste（2001年4月5日 - 6月28日、テレビ朝日）- ストーリーテラー担当
- 生きるための情熱としての殺人（2001年7月6日 - 9月27日、テレビ朝日、金曜ナイトドラマ） - 主演・四条舞衣 / 階堂安奈 役（二役）
- 婚外恋愛（2002年1月10日 - 3月14日、テレビ朝日） - 広瀨志津香 役
- タスクフォース（2002年、TBS） - 古賀光子 役
- よど号ハイジャック事件・史上最悪の122時間（2002年、日本テレビ） - 沖宗陽子 役
- スカイハイ（2003年1月17日 - 3月21日、テレビ朝日、金曜ナイトドラマ） - 主演・イズコ 役
  - スカイハイ2（2004年1月16日 - 3月19日）
- Stand Up!!（2003年7月4日 - 9月12日、TBS） - 望月いすず 役
- 松本清張 黒革の手帖 （2004年10月14日 - 12月9日、テレビ朝日） - 山田波子 役
- 愛情イッポン!（2004年7月10日 - 9月18日、日本テレビ） - 内村さつき 役
- 不機嫌なジーン 第1話（2005年1月17日、フジテレビ） - アヤカ 役（ゲスト）
- 曲がり角の彼女（2005年4月19日 - 6月28日、フジテレビ） - 三原なつみ 役
- 空中ブランコ（2005年5月27日、フジテレビ、金曜エンタテイメント） - マユミ 役
- 危険なアネキ（2005年、フジテレビ） - 北村さおり 役
- 西遊記 第6話（2006年、フジテレビ） - 冥蘭 役（ゲスト）
- 7人の女弁護士（2006年、テレビ朝日） - 主演・藤堂真紀 役
- ほんとにあった怖い話 夏の特別編2006 「病棟のぬいぐるみ」（2006年、フジテレビ） - 松山紀子 役
- 世にも奇妙な物語（2006年 - 、フジテレビ）
  - 世にも奇妙な物語 秋の特別編 (2006年)「部長OL」（2006年） - 主演・園田亜季 役
  - 09'秋の特別編 「呪い裁判」（2009年） - 主演・守河亜由 役
- ヒミツの花園（2007年、フジテレビ） - 主演・月山夏世 役
- 働きマン「第2話」（2007年、日本テレビ） - 野川由実 役
- ガリレオ 第8話（2007年、フジテレビ） - 前田千晶 役
- 敵は本能寺にあり（2007年、テレビ朝日） - 倫 役
- 薔薇のない花屋（2008年、フジテレビ） - 小野優貴 役
- 7人の女弁護士（2008年、テレビ朝日） - 主演・藤堂真紀 役
- お台場探偵羞恥心 ヘキサゴン殺人事件（2008年、フジテレビ） - 腰原あけみ 役
- チーム・バチスタの栄光（2008年、関西テレビ） - 大友直美 役
- 仮面ライダーシリーズ
  - 仮面ライダーG（2009年、テレビ朝日） - 日向恵理 役
  - 仮面ライダージオウ 第35話、第36話（2019年5月12日・19日、テレビ朝日） - 北島祐子 / アナザーキバ 役[42]
- 血液型別 オンナが結婚する方法♪・第二夜（2009年、フジテレビ） - 主演・春川幸恵 役
- 婚カツ!（2009年、フジテレビ） - 村瀬優子 役
- LOVE GAME（2009年、読売テレビ; 日本テレビ） - 主演・氷室冴 役
- 離婚シンドローム（2010年6月30日、日本テレビスペシャル） - 伊藤さゆり 役
- モリのアサガオ 第4話、第5話（2010年11月8日、15日、テレビ東京系） - 西田夕子 役
- 土曜時代劇 隠密八百八町（2011年1月8日 - 3月26日、NHK） - 隠密 おとき 役
- 告発〜国選弁護人 第1話、第2話、第7話、第8話（2011年1月13日、テレビ朝日） - 岸田麗子 役
- BOSS 2ndシーズン 第1話、第2話（2011年04月14日、21日、フジテレビ） - 沼田良美 役
- 謎解きはディナーのあとで 第2話（2011年10月25日、フジテレビ） - 場末のスナックのママ 役
- デカ 黒川鈴木 第1話（2012年1月5日、読売テレビ・日本テレビ） - 園山園子 役
- ラッキーセブン (テレビドラマ) 第8話（2012年3月5日、フジテレビ） - 飯塚月子 役
- 都市伝説の女 第3話（2012年4月27日、テレビ朝日） - 鮫島美紀 役
- 連続ドラマW マグマ（2012年6月10日 - 2012年7月8日、WOWOW） - 桑田洋子 役
- コドモ警視（2013年1月22日 - 、TBS、 MBS） - レギュラー出演・高村香 役
- あぽやん〜走る国際空港 第8話（2013年3月7日、TBS） - タケモトミユキ 役
- ドクターX〜外科医・大門未知子〜2 第4話（2013年11月7日、テレビ朝日） - 四条留美子 役
- 鼠、江戸を疾る 第2話（2014年1月16日、NHK） - 琴音 役
- 獣医さん、事件ですよ 第1話（2014年7月3日、読売テレビ・日本テレビ） - 浅野瞳 役
- ほっとけない魔女たち（2014年9月1日 - 10月31日、東海テレビ・フジテレビ） - 有沢冬美 役
- 大岡越前2 第1話（2014年10月3日、NHK BSプレミアム） - お蝶 役
- 土曜ワイド劇場（テレビ朝日）
  - タクシードライバーの推理日誌35（2014年10月11日） - 小村真希子 役
  - 特捜セブン〜警視庁捜査一課7係（2016年2月27日） - 佐倉響子 役
- 水曜ミステリー9（テレビ東京）
  - 警視庁強行犯 樋口顕1（2015年2月25日） - 小泉蘭子 役
  - 逆転弁護士ヤブハラ2（2015年10月7日） - 沢田瑤子 役
  - お助け司法書士! 会津若松“後妻業”殺人〜遺産トラブル編〜（2015年12月9日） - 古賀ひかり 役
- 警視庁捜査一課9係 season10 第4話（2015年5月20日、テレビ朝日） - 陣内文代 役
- 貴族探偵 第4話（2017年5月8日、フジテレビ） - 浜梨久仁子 役
- あいの結婚相談所 第2話（2017年8月4日、テレビ朝日） - 園田有希 役
- トドメの接吻 第1話（2018年1月7日、日本テレビ） - リホ役
- 今野敏サスペンス 機捜235（2020年4月24日、テレビ東京） - 榎本睦美 役[43]
- 警視庁・捜査一課長2020 第6話（2020年5月14日、テレビ朝日） - 熊木貴代 役
- 記憶捜査2〜新宿東署事件ファイル〜 第6話・最終話（2020年11月27日・12月4日、テレビ東京） - 石場光子 役
- ソロ活女子のススメ3 第6話（2023年5月11日、テレビ東京） - ねぎま鍋屋の女将 役
- ブラックファミリア〜新堂家の復讐〜（2023年10月6日 - 、読売テレビ・日本テレビ） - 高瀬奈美江 役[44]
- フェルマーの料理 第4話 -（2023年11月10日 - 、TBS） - 赤松桜 役[45]

### 舞台
- 男子はだまってなさいよ！(7)　『天才バカボン』（2010年7月23日 - 8月1日） - ママ役[46]
- 『十三人の刺客』 （2012年8月4日 - 18日； 8月21日 - 29日）
- マーダーミステリーシアター『殺意の代償』（2025年3月16日）[47]

### バラエティ・ドキュメンタリー番組
- A女E女（1997年、フジテレビ）
- わらいのじかん2（2000年、テレビ朝日）
- いのちの響（2001年、TBS）
- 英語でしゃべらナイト（2003年3月31日 - 2007年3月23日、NHK総合）
- 頭がしびれるテレビ （2012年4月8日 - 、NHK総合）
- 今夜くらべてみました （2013年3月19日 - 、日本テレビ）※ゲストとして不定期出演
- 実践!にっぽん百名山（2013年4月4日 - 、BS1）
- 未来展望〜トップリーダーの集い〜（2015年4月6日 - 、TwellV）
- くりぃむクイズ ミラクル9（テレビ朝日）不定期出演

### 映画
- 修羅雪姫 （2001年、東京テアトル） - 主演・雪 役
- ゴジラ×メカゴジラ （2002年、東宝） - 主演・家城茜 役[6][注釈 1]
  - ゴジラ×モスラ×メカゴジラ  東京SOS （2003年、東宝） - 家城茜 役[6]
- スカイハイ 劇場版 （2003年、東映） - 主演・斉木美奈 役
- 変身 （2005年、日本出版販売） - 京極亮子 役
- 銀幕版 スシ王子! 〜ニューヨークへ行く〜 （2008年、ワーナー・ブラザース映画） - 豊穣稲子 役
- さらば愛しの大統領 （2010年、アスミック・エース） - 原田裕美 役
- リトル・マエストラ（2013年、アルゴ・ピクチャーズ） - 三村みどり 役
- タイガーマスク （2013年、アークエンタテインメント） - レイナ 役
- 相棒 -劇場版III- 巨大密室! 特命係 絶海の孤島へ（2014年、東映） - 高野志摩子 役
- KIRI -「職業・殺し屋。」外伝- （2015年、東映ビデオ　エクセレントフィルムズ） - 主演・キリ 役[48]
- SHORT TRIAL PROJECT 2018「アンナとアンリの影送り」（2019年、and pictures/SAIGATE Inc.） - 杏奈の母 役
- ロックダウン・ホテル 死・霊・感・染（2021年、カナダ映画） - ナオミ 役[49]
- Ike Boys イケボーイズ（2024年6月14日、Atemo） - レイコ・グラフストロム 役[50]
- カミノフデ 〜怪獣たちのいる島〜（2024年、ユナイテッドエンタテインメント）[51]
- Hello, my friend（2026年公開予定）[52]

### 配信ドラマ
- 相棒 -劇場版III- 序章（2014年3月29日 - 4月19日、dビデオ） - 高野志摩子 役

### テレビアニメ
- 009-1（2006年、TBS） - ミレーヌ・ホフマン 役

### 劇場アニメ
- 劇場版ポケットモンスター 水の都の護神 ラティアスとラティオス （2002年、東宝） - リオン 役

### ゲーム
- ES（2001年、ドリームキャスト） - 野上亜希子 役
- 機動戦士ガンダム めぐりあい宇宙（2003年、PlayStation 2） - ミユ・タキザワ 役
同ゲームではダウンロード専用機体として漫画家トニーたけざきが釈のためにデザインしたピンク色で肩にハートマーク入りの「釈由美子専用ザクII」が登場。同機体のアクションフィギュア「MOBILE SUIT IN ACTION!!」が限定品として販売された [53]。
- パーフェクトダーク ゼロ（2005年、Xbox 360） - ジョアンナ・ダーク 役

### 吹き替え
- トゥームレイダー ※2004年、フジテレビ放映の主演吹き替え ララ・クロフト役（アンジェリーナ・ジョリー）

### ラジオ
- 釈由美子の世界ふんにゃ化計画（ニッポン放送）

### CM
- グンゼ
- 結婚情報センター（Nozze）
- 東建コーポレーション（ホームメイト）
- ナスラック（旧：東建ナスステンレス）
- バンダイ「機動戦士ガンダム　めぐりあい宇宙」（2003年）
- EPSON オフィリオ 「オフィリオ クイズ篇」（2007年1月18日 - 31日）
- サントリー H（アッシュ）
- ニスコム（人材派遣）
- 厚生労働省「平成18年度労働保険適用促進月間」
- カンロ「健康梅のど飴」
- 日清食品「とんがらし麺」
- 資生堂「オービット C/O」
- ジャストネット
- 宝島社「週刊宝島」
- バンプレスト「コンビニステーション」
- ダイドードリンコ「MIU」
- 総務省「電波利用環境保護『不法電波』キャンペーン」
- タケダスポーツ（北東北地方限定CMとして、当人楽曲と併せて出演）
- エバーライフ（エバーライス）
- エブリデイ出版「英語教材エブリデイイングリッシュ」
- 日本ケロッグ「オールブラン」（2013年）

### PV
- 「DIAMOND SKIN/虹のポケット/CRAZY DANCE」の「DIAMOND SKIN」GLAY（2013年）

## 発売作品

### 写真集
- シレーヌ（1999年1月、竹書房、撮影：高橋生建）ISBN 978-4-8124-0442-3
- Natural Shaku（1999年11月、ワニブックス、撮影：根本好伸）ISBN 978-4847025501
- Shaku Shake!!（2000年6月、小学館、撮影：根本好伸）ISBN 978-4-09-372031-1
- PPP（ピーピーピー）（2001年2月、ワニブックス、撮影：久保田昭人）ISBN 978-4-8470-2646-1
- Natural(ヤングサンデーブックス)（2001年11月、小学館、撮影：西田幸樹）ISBN 978-4-09-372032-8
- 雪 from SHURAYUKIHIME（2001年11月、角川書店、撮影：厚地健太郎）ISBN 978-4-04-853398-0
- 別冊 釈由美子(講談社MOOK)（2002年10月、講談社、撮影：沢渡朔）ISBN 978-4-06-179387-3
- CHAOS（2003年3月、講談社、撮影：斎門富士男）ISBN 978-4-06-352800-8
- I am（2012年8月28日、学研パブリッシング、撮影：西田幸樹）ISBN 978-4-05-405386-1[54][55]

### 書籍
- 美人開花シリーズ 釈ビューティ!（2009年2月5日、ワニブックス） ISBN 978-4-84-701818-3
- FYTTEハッピーボディBOOK 釈美スタイル（2010年7月23日、学研パブリッシング） ISBN 978-4-05-404632-0
- 釈ボディ：Shaku's Body Making Method（2013年11月19日、学研プラス） ISBN 978-4058001912
- 山の常識釈問百答：教えて!山の超基本（萩原浩司との共著、2014年12月12日、山と渓谷社） ISBN 978-4635510141

### イメージビデオ・DVD
- Final Beauty（1999年4月、竹書房）
- Be With You.（1999年7月、パイオニアLDC）
- MIRAI（2000年10月、ハピネット・ピクチャーズ）
- Shaku Shake!!（2001年4月、小学館）
- BE WITH YOU（2001年9月、パイオニアLDC）
- Shaku Shaku 2000-2001（2002年7月、デジキューブ）

### シングルCD
- セカンドチャンス（1999年10月1日、メディアリング）JAN 4989006994260
  - I-O DATA「HYPER HYDE」CMソング
- BUNSINラブソング（2000年10月25日、メディアリング）
  - バンプレスト「コンビニステーション」CMソング
- ドラマティックに恋をして（2001年5月23日、zetima）JAN 4942463510220
  - テレビ朝日系列「G-taste」エンディングテーマ
- 釈お酌（2002年10月23日、プライエイド）JAN 4988023043265
  - ロボット「釈お酌」イメージソング

### アルバム
- Shaku Mix（2001年4月11日、メディアリング）JAN 4989006004365
  - 「セカンドチャンス」「わかんない」「風のゴンドラ」「BUNSINラブソング」「MIRAI」の5曲と、それぞれのリミックスを収録[56]
- スイーツ〜キューティ ポップ コレクション（2002年8月7日、ソニー・ミュージック）
  - オムニバスCD、「ドラマティックに恋をして」収録

### その他
- お酌パラダイス　釈お酌（バンダイ）
  - 釈由美子人形が100通り以上のパターンで「おしゃべり」し缶ビールをお酌するロボット
- MS in Action MS-06SHAKU 釈由美子専用ザクII MIA（バンダイ）
  - アクションフィギュア。角川書店の月刊誌『ガンダムエース』誌上通販限定モデル

## 受賞歴
- 第7回日本インターネット映画大賞　主演女優賞（『修羅雪姫』『ゴジラ×メカゴジラ』）
- ヘアカラーリングアワード（グランプリ：2004年） ※ホーユー主催[57]